# Ferrocarril Ripoll-Sant Joan de les Abadesses
La creació de la línia ferroviària Ripoll-Sant Joan de les Abadesses tenia l'objectiu del subministrament de carbó a les indústries establertes més al Sud del Ripollès, del ram tèxtil i d'altres sectors, contribuint al desenvolupament industrial de Catalunya.

## Les mines de carbó

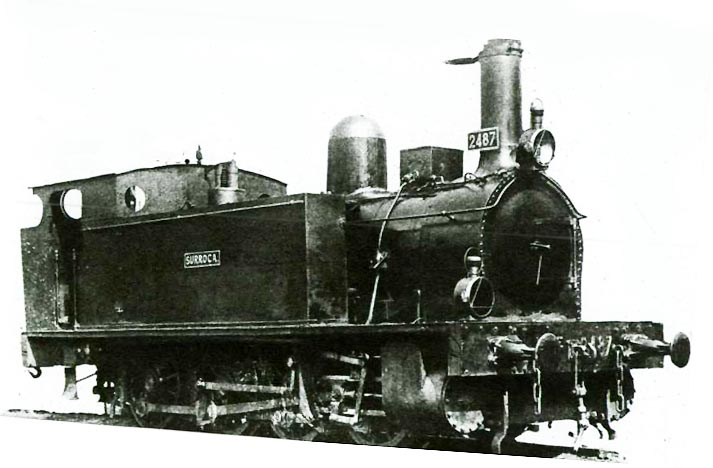
Locomotora 040-0207 SURROCA

L'any 1838 s'inicià l'explotació industrial de les mines de carbó existents a Ogassa i Surroca, aproximadament a 12 km de Sant Joan de les Abadesses. Originalment aquest carbó es destinava a les necessitats de les fargues i de la indústria artesanal de la zona. L'empresa minera establerta per l'explotació d'aquestes mines, "La Vieja Cabeza de Hierro", es va fusionar amb la també empresa minera de nom «El Veterano» amb l'interès d'aportar quantitats grans de carbó que es preveien serien necessàries a la indústria. Aquesta explotació feia necessària la creació d'una línia ferroviària que unint-se amb la de Ripoll-Granollers, de la Companyia dels Camins de Ferro del Nord d'Espanya arribés fins a Barcelona permetent que la disponibilitat de carbó autòcton afavorís la indústria que en aquells anys progressava a Catalunya.

## Els projectes
Hi van hi haver altres projectes ferroviaris, amb concessions i empreses fallides que no van ser viables i es van descartar (Sant Joan de les Abadesses-Camprodón-Barcelona o també Sant Joan de les Abadesses-Camprodon-Roses) i finalment l'any 1880 el ferrocarril, iniciant el servei Granollers-Ripoll, va poder arribar a Sant Joan de les Abadesses. El carbó era destinat a Barcelona, on des de la invenció de la màquina de vapor per James Watt hi havia una gran necessitat de carbó per l'ús que en feien les indústries principalment del ram tèxtil complementant o substituint l'energia hidràulica dels rius. El que havia d'importar-se del Regne Unit comportava costos més elevats. Una altra aplicació necessària de carbó eren les línies de ferrocarril, que majoritàriament usaven les locomotores de vapor.

## Els inicis
El 1850 el banquer Manuel Girona i Agrafel, de la família fundadora el 1850 de l'empresa MACOSA, aconseguí el finançament de la línia que uniria Barcelona amb Granollers (inaugurada l'any 1854) amb l'objectiu de seguir fins a Ripoll i Sant Joan de les Abadesses. La Compañía de los Caminos de Hierro del Norte d'Espanya que va aconseguir la concessió, va contractar la construcció de la línia fins a Vic (1871) a l'empresa "Broccá y Cía" sota direcció de Fèlix Macià i Bonaplata i Eugeni Broccà, entre d'altres, arribant a Vic a juliol de 1875. Va ser Fèlix Macià qui va continuar la construcció fins Sant Joan de les Abadesses per lo qual va crear una nova empresa fusionant-se amb El Veterano, que aportava les mines, i la ferroviària aportant l'explotació de la línia de Granollers a Vic. Del finançament s'encarregà la 'Sociedad Catalana General de Crédito'. La nova societat (escriturada el 1877) tenia el nom de «Ferrocarril y Minas de San Juan de las Abadesas».
El 17 de'octubre de 1880 va quedar en servei la línia a Sant Joan de les Abadesses i a la terminal de càrrega de Toralles, on hi havia el moll de càrrega pel carbó que portaven vagonetes des de les mines d'Ogassa i Surroca. L'ample de via va ser el de 1.674mm que llavors era el normalitzat a la península.
Cal indicar que des de Ripoll cap Puigcerdà i la Tor de Querol es va projectar i executar, al segle següent, una de les línies de ferrocarril transpirinenques que s'acordaren entre Espanya i França, el Transpirinenc Oriental o Català.

## Les dificultats i la fi
Econòmicament la línia era deficitària per les quantitats i qualitats del carbó, inferiors al que s'havia previst, a més dels peatges que la societat propietària del tram Granollers Barcelona (TBF, Companyia dels Ferrocarrils de Tarragona a Barcelona i França) els feia pagar. La TBF va finalment absorbir Ferrocarril y Minas de San Juan de las Abadesas en un operació descrita a la Revista d'Història Industrial. Les mines van deixar de ser explotades l'any 1967 i la línia de ferrocarril entre Ripoll i Sant Joan de les Abadesses va ser clausurada per Renfe i substituïda per un servei de carretera, a mitjans de juliol de 1980.) Posteriorment es va convertir en via verda per a vianants lents, anomenada Ruta del Ferro i del Carbó (El març de 1993, al plè de l'Ajuntament de Ripoll, es va acordar a demanar al Ministeri d'Obres Públiques la inclusió del traçat de la via al «Plan de Vies Verdes».